# Тименка (приток Подчерья)
Тименка — река в России, протекает по территории Троицко-Печорского района и Вуктыльского округа в Республике Коми. Устье реки находится в 68 км по левому берегу реки Подчерье. Длина реки составляет 28 км.
Исток реки в 48 км к юго-востоку от города Вуктыл на границе Троицко-Печорского и Вуктыльского районов. Исток находится на западных склонах хребта Тимаиз (предгорья Северного Урала) на высоте 371,5 м над уровнем моря. Река течёт сначала на север, параллельно хребту Тимаиз, затем поворачивает на северо-восток, огибая его северную оконечность. Всё течение проходит по холмистой ненаселённой тайге предгорий Северного Урала. Ширина реки на всём протяжении не превышает 10 метров, течение бурное.

## Данные водного реестра
По данным государственного водного реестра России относится к Двинско-Печорскому бассейновому округу, водохозяйственный участок реки — Печора от водомерного поста у посёлка Шердино до впадения реки Уса, речной подбассейн реки — бассейны притоков Печоры до впадения Усы. Речной бассейн реки — Печора.
Код объекта в государственном водном реестре — 03050100212103000061876.